# Podłęż
Podłęż – wieś sołecka w Polsce położona w województwie mazowieckim, w powiecie garwolińskim, w gminie Maciejowice.  Leży przy drodze wojewódzkiej nr .
Do 1954 roku istniała gmina Podłęż, po reformie gromada Podłęż. W latach 1975–1998 miejscowość administracyjnie należała do województwa siedleckiego.
Wierni Kościoła rzymskokatolickiego należą do parafii św. Jadwigi Śląskiej w Samogoszczy.